# Gynopygoplax mounseyi
Gynopygoplax mounseyi är en insektsart som beskrevs av Victor Lallemand 1927. Gynopygoplax mounseyi ingår i släktet Gynopygoplax och familjen spottstritar.
Artens utbredningsområde är Filippinerna. Inga underarter finns listade i Catalogue of Life.